# Hans Geelmuyden
Hans Geelmuyden (Stavern, 10 gennaio 1844 – Nordmarken, 1º maggio 1920) è stato un astronomo norvegese.

## Biografia
Nato a Stevern e figlio di Christian Geelmuyden, era nipote di Ivar Christian Sommerschild Geelmuyden e di Carl Victor Emanuel Geelmuyden. La sua famiglia aveva migrato dalla Repubblica delle Sette Province Unite nel corso del XVII secolo.
Divenne osservatore nel 1867 e nel 1890 professore di astronomia presso l'Università di Kristiania, così come il direttore dell'osservatorio. Dal 1892 fino alla sua morte curò l'almanacco ufficiale norvegese. In tutte e tre incarichi gli subentrò Jens Fredrik Schroeter.
Pubblicò diversi lavori di astronomia pratica e sulle luci zodiacali. Tra i primi, l'opera Zonenbeobachtungen der Sterne zwischen 64° 50' und 70° 10' nördlicher Declination auf der Universitäts-Sternwarte in Christiania angestellt (1888) pubblicata insieme a Carl Fredrik Fearnley, i cui principali risultati sono stati inclusi nell'ampio volume pubblicato dalla Società Astronomica nel catalogo stellare.
Insieme a Henrik Mohn, Geelmuyden pubblicò Elementær lærebog i astronomi (1876), per lungo tempo libro di testo nelle università scandinave. Una nuova edizione completamente rivista di quest'opera, fu pubblicata dalla sola Geelmuyden nel 1908.
Morì il 1º maggio 1920 durante una gita sugli sci a Nordmarken, circa 5 km a nord di Kristiania.

## Vita privata
Hans era sposato con Caroline Hagerup (1850–1933), il cui padre era membro dello Storting Edvard Hagerup (1781–1853). Ebbero quattro figli, tra cui Kristian Geelmuyden (1875–1969), il cui figlio Eiler (1916–1989) era il padre del consulente di pubbliche relazioni Hans Geelmuyden (nato nel 1957) e dello scrittore Niels Christian Geelmuyden (nato nel 1960).